# Реймънд Клибански
Реймънд Клибански (на немски: Raymond Klibansky) е германско-канадски историк.

## Биография
Роден е на 15 октомври 1905 г. в Париж в семейство на германски евреи, като баща му е търговец на вино. Учи в Килския, Хамбургския и Хайделбергския университет, където защитава докторат през 1928 г.
Започва да преподава в Хайделбергския университет. След установяването на националсоциалистическия режим през 1933 г. емигрира в Италия, след това в Белгия и накрая във Великобритания, където преподава в Оксфордския университет от 1936 до 1946 г. След това преподава в Университета „Макгил“ в Монреал (1946 – 1981) и отново в Оксфордския университет (1981 – 1995).
Работи главно в областта на историята на философията и историята на изкуството. Умира на 5 август 2005 година в Монреал.